# 駱榮金
駱榮金（1889年4月13日—1956年），臺灣日治時期醫師。

## 生平
駱榮金字友松，新竹市人，臺灣總督府醫學校畢業，在鹽埕區開設友松外科醫院。歷任高雄市會議員，新竹同仁會會長、高雄醫師會副會長、興業信用組合理事等，曾改日文名為友松榮三，其女婿張傳堂後來接手醫院為民安皮膚科診所。駱榮金與黃慶雲、胡知頭、林迦、蔡媽基並稱塩埕五虎。

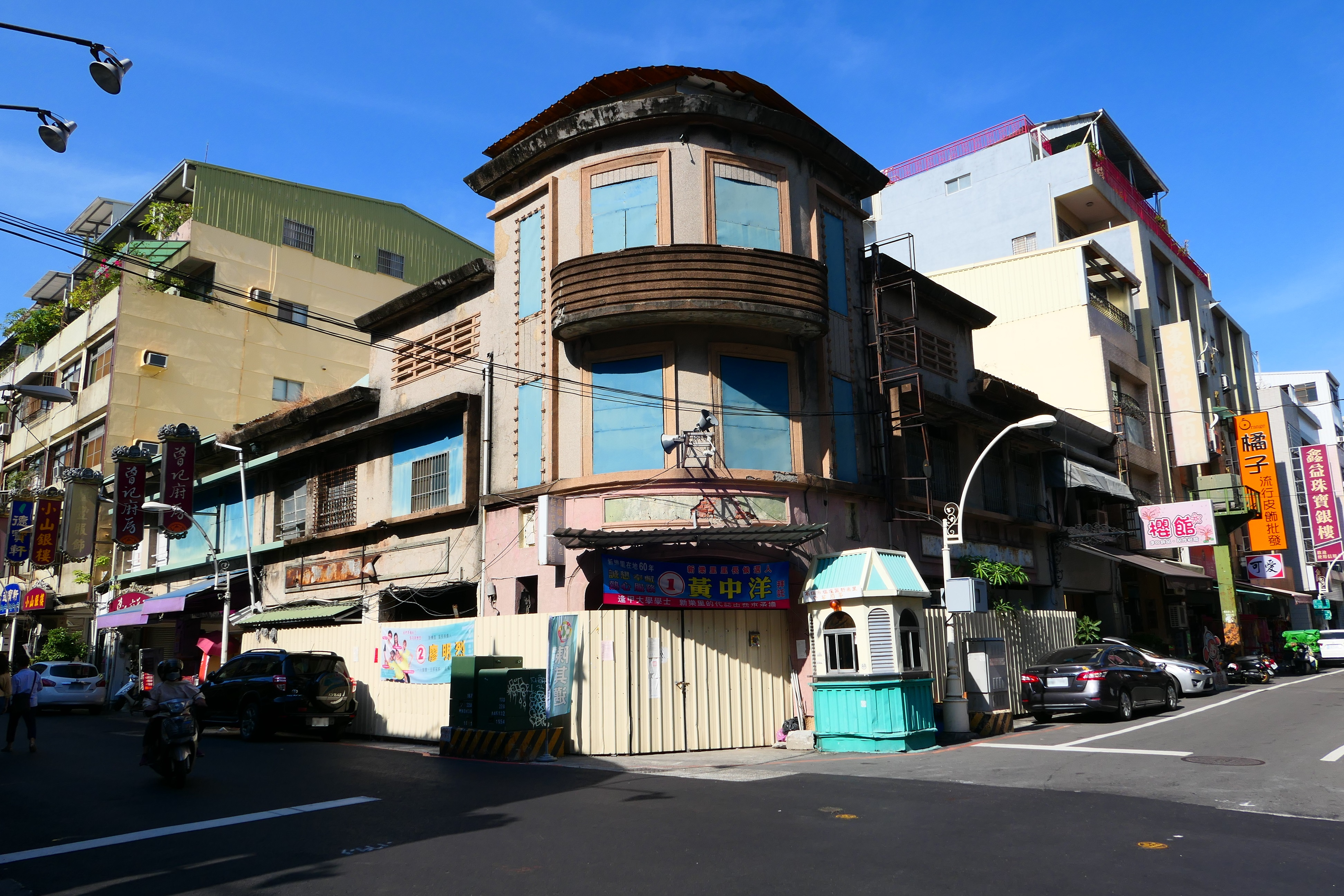
友松醫院

## 引用資料
1. ↑  興南新聞社. . 興南新聞社. 1942年.
2. ↑  林曙光. . 高雄市: 春暉出版社. 1993年2月.